# Andrzej Pruś
Andrzej Piotr Pruś (ur. 20 marca 1967 w Iłży) – polski polityk i samorządowiec, w latach 2018–2021 i 2022–2023 przewodniczący sejmiku świętokrzyskiego.

## Życiorys
Urodził się w Iłży, natomiast zamieszkał w Starachowicach. Studiował na Wydziale Zarządzania i Administracji Akademii Świętokrzyskiej w Kielcach. Był zatrudniony w warszawskiej centrali Prawa i Sprawiedliwości. Został współpracownikiem przewodniczącego regionalnych struktur partii Krzysztofa Lipca oraz doradcą wojewody świętokrzyskiej Agaty Wojtyszek. Objął funkcję sekretarza świętokrzyskiego zarządu partii.
W wyborach samorządowych w 2006 i 2010 bezskutecznie ubiegał się o mandat radnego miejskiego Starachowic z list PiS. W przedterminowych wyborach w maju 2014 bezskutecznie ubiegał się o stanowisko prezydenta Starachowic z ramienia lokalnego komitetu (z poparciem PiS), przegrywając w drugiej turze z Sylwestrem Kwietniem z SLD. W regularnych wyborach samorządowych w 2014 ponownie starał się o tę funkcję, uzyskując 21,51% głosów (3. miejsce wśród 6 kandydatów) i nie wchodząc do drugiej tury. Został wówczas jednak wybrany radnym sejmiku świętokrzyskiego. Objął funkcje wiceprzewodniczącego tego gremium oraz przewodniczącego klubu radnych PiS. Z pierwszego stanowiska odwołano go w czerwcu 2018 po tym, jak klub PiS zbojkotował obchody 20-lecia powstania województwa.
W wyborach w 2018 uzyskał reelekcję. 6 listopada 2018 uzyskał rekomendację zarządu okręgowego PiS na przewodniczącego sejmiku, a 22 listopada tego samego roku wybrano go na to stanowisko. W kwietniu 2019 powołany na stanowisko prezesa Regionalnej Organizacji Turystycznej Województwa Świętokrzyskiego, zrezygnował już kolejnego dnia. 27 grudnia 2021 został odwołany ze stanowiska przewodniczącego sejmiku świętokrzyskiego. 10 stycznia 2022 został kolejny raz wybrany na tę funkcję. 29 czerwca 2023 ponownie odwołany ze stanowiska. W 2024 utrzymał mandat radnego sejmiku na kolejną kadencję. W maju tego samego roku został członkiem zarządu województwa VII kadencji.

## Odznaczenia
W 2020 odznaczony Srebrnym Krzyżem Zasługi.